# Heteropteryx
Heteropteryx is een geslacht van Phasmatodea uit de familie Heteropterygidae. De wetenschappelijke naam van dit geslacht is voor het eerst geldig gepubliceerd in 1835 door Gray.

## Soorten
Het geslacht Heteropteryx is monotypisch en omvat slechts de volgende soort:
- Heteropteryx dilatata (Parkinson, 1798)